# Bertil Nyström
Bertil Nyström   (Klippan, 22 de maig de 1935) és un lluitador suec, ja retirat, que va competir durant les dècades de 1950 i 1960.
El 1960 va prendre part en els Jocs Olímpics d'Estiu de Roma, on fou onzè en la competició del pes wèlter del programa de lluita grecoromana. Quatre anys més tard, als Jocs de Tòquio, va guanyar la medalla de bronze en la mateixa competició del pes wèlter. El 1968 va disputar els seus tercers, i darrers, Jocs Olímpics. A Ciutat de Mèxic, disputà, sense sort la prova del pes mitjà del programa de lluita grecoromana.
En el seu palmarès també destaquen dues medalles al Campionat del Món de lluita, de plata el 1961 i de bronze el 1963. També guanyà sis campionats nacionals de lluita. Durant la seva carrera esportiva va disputar 1.145 combats, amb 907 victòries, 103 empats i 135 derrotes. El 1973 passà a exercir d'entrenador de la selecció sueca.